# RFSL Ungdom
RFSL Ungdom är en svensk barn- och ungdomsorganisation som arbetar för hbtqi-personers rättigheter. RFSL Ungdom är fristående barn- och ungdomsorganisation till RFSL.

## Historia
RFSL Ungdom grundades 21 april 1999 av Mikael Björk Blomqvist, Cecilia Ölmedal, Jessica ”Jeppe” Dhalin samt Carl Henric och blev då en avdelning under RFSL. I början av maj 2003 ombildades avdelningen till ett eget självständigt förbund och bestod av unga medlemmar i RFSL. 2006 fattade RFSL Ungdoms respektive RFSL:s kongresser beslut om att det från den 1 januari 2007 är möjligt att bli medlem direkt i RFSL Ungdom. Som medlem i RFSL Ungdom ansluts en kostnadsfritt till RFSL.
2007 beslutade RFSL Ungdom att byta utläsningen av sitt namn från ”Ungdomsförbundet för sexuellt likaberättigande” till ”Ungdomsförbundet för homosexuellas, bisexuellas och transpersoners rättigheter”. Några veckor därefter följde moderförbundet efter och gjorde en liknande förändring på sin kongress. På kongressen 2012 beslutades att även inkludera queerpersoners rättigheter i organisationsnamnet. På kongressen 2019 lades även intersexpersoner till. Den nya utläsningen blev ”Ungdomsförbundet för homosexuellas, bisexuellas, transpersoners, queeras och intersexpersoners rättigheter.” På kongressen 2022 ändrades utläsningen till ”Ungdomsförbundet för homosexuellas, bisexuellas, transpersoners, queeras, intersexpersoners, asexuellas och aromantiskas rättigheter.” 

## Grundpelare

Regnbågsflaggan är en vanlig symbol för HBTQ-rättigheter.

RFSL Ungdom arbetade före principprogrammets införande enligt följande grundpelare:
- att alla har rätt att definiera sig själva. Att du själv bestämmer vem du är och vad du känner. Det är också du som bestämmer hur du vill beskriva och uttrycka din sexualitet och könsidentifikation.

- att ingen ska bli diskriminerad eller mobbad för sin sexuella läggning. Diskriminering på grund av sexuell läggning är förbjudet på högskolan och på arbetsplatser. Vi vill arbeta för att denna lag utvidgas till att även gälla grundskolan och gymnasiet.

- att ingen ska bli diskriminerad eller mobbad för sin könsidentifikation och sitt könsuttryck. Det ska vara förbjudet i lag att diskriminera någon på grund av könsidentifikation och könsuttryck.

- att skapa mötesplatser där alla får vara sig själva oavsett sexuell läggning, könsidentifikation och könsuttryck.

- att ovanstående punkter ska bli verklighet i Sverige och i andra länder. RFSL Ungdom jobbar även internationellt för att förbättra situationen i andra länder.

Ett principprogram antogs på kongressen 2009.

## Verksamhet

### Tidigare projekt
På nationell nivå bedriver RFSL Ungdom flera projekt och har genomfört mer än 30 projekt sedan 2003. Bland tidigare projekt kan nämnas Tusen bilder, tusen ord, ett konstprojektet för HBTQ-ungdomar, som byggde på tanken att personer mår bättre av att få uttrycka sig och hålla på med konst på olika sätt, och Transformering som belyste unga transpersoners livsvillkor. Delar av projektet Transformering blev sedan en del av RFSL Ungdoms ordinarie verksamhet - en webbplatsen transformering.se med transfakta och en rådgivningsmejl riktad till transpersoner som drivs tillsammans med RFSL.

### IDAHO
RFSL Ungdom har periodvis stått som huvudarrangör för flera av aktiviteterna på den internationella dagen emot homofobi, transfobi och bifobi (IDAHOBIT) i Sverige. Dagen instiftades på 15-årsdagen av Världshälsoorganisationens (WHO) beslut att ta bort homosexualitet från listan över mentalsjukdomar, vilket de gjorde 17 maj 1990. Därför firas IDAHO över hela världen 17 maj varje år.

### Newcomers Youth
Newcomers Youth är ett community-baserat projekt som stödjer unga hbtqi-personer som flytt från förföljelse på grund av sexuell läggning, könsidentitet och/eller könsuttryck. Projektet arbetar för asylsökande, papperslösa eller nyanlända mellan 15 och 30 år som befinner sig i Sverige.
Newcomers Youth erbjuder kostnadsfri juridisk rådgivning och uppföljning under asylprocessen, sprider information och arrangerar mötesplatser.

### Pegasus
Syftet med Pegasus är att förbättra hälsan och välmåendet bland unga hbtqia-personer i åldern 15–25 år som har erfarenhet av sex mot ersättning. Pegasus erbjuder information och stöd till hbtqia-personer i åldern 15–25 år som har frågor eller funderingar kring detta. På hemsidan finns även en del som riktar sig till yrkesverksamma. Pegasus erbjuder dessutom utbildningar för relevanta yrkesgrupper, exempelvis stödverksamheter eller delar av hälso- och sjukvården. Inom ramen för Pegasus har även en rapport om ungas erfarenheter och behov tagits fram.
Projektet Pegasus var finansierat av Arvsfonden och löpte under åren 2014–2017.  Projektet följdes upp med fortsättningsprojektet Pegasus Råd och Stöd (2018–2021) som riktade sig till hbtq-personer mellan 15 och 25 år som har erfarenhet av och/eller funderingar kring sex mot ersättning. Fortsättningsprojektet bestod av en stödverksamhet som erbjöd kuratorssamtal eller praktiskt stöd vid kontakt med myndigheter. Projektet släppte även rapporten Respektera hur jag vill ta mig igenom allt! (2018). I dagsläget lever Pegasus kvar som en hemsida med information, med möjlighet till kontakt via mejl eller Snapchat, och är en del av RFSL Ungdoms ordinarie verksamhet.

### Internationellt
RFSL Ungdom har tidigare arbetat med internationella frågor. Förbundet är medlem i IGLYO - International Lesbian, Gay, Bisexual, Transgender and Queer Youth and Student Organization, såväl som ILGA — International Lesbian and Gay Association. 
Utanför detta har RFSL Ungdom i flera år samarbetat med organisationer i Polen och Baltikum. Under åren 2006–2008 drevs projektet Roundtable for LGBT Youth in the Baltic Sea Region i syfte att stärka och vidareutveckla samarbetet mellan RFSL Ungdom och syskonorganisationer runt Östersjön.

## Organisation
RFSL Ungdom består av nio lokalföreningar: Luleå, Umeå, Östersund, Uppsala, Stockholm, Nyköping-Norrköping, Göteborg, Kalmar, Malmö  sammanslutna till ett förbund. Det högsta beslutande organet är kongressen, som hålls i mars. När kongressen inte är samlad är förbundsstyrelsen organisationens högsta beslutande organ.
Vid årsskiftet 2019/2020 hade RFSL Ungdom ca 1400 medlemmar.

### Förbundsordförande
- 2002–2003: Annica Ryng
- 2003–2006: Mikael Björk Blomqvist
- 2006–2008: Alex Fridunger
- 2008–2011: Felix König
- 2011–2014: Emelie Mire Åsell
- 2014–2015: Gisela Janis[10]
- 2015–2019: Frank Berglund
- 2019–2022: Jêran Rostam
- 2022–: Elias Fjellander

### Förbundssekreterare
- 2004: Vanim Zetreus
- 2006–2007: Linnea Ornstein
- 2007–2008: Therese Skoug
- 2009: Gisen Janis
- 2010–2011: Sofie Charlie Lindberg
- 2011–2012: Linus Törneberg
- 2012–2014: Fredrik Andersson
- 2014–2016: Majk Michaelsdotter
- 2016–2017: Oskar Mattsson Wiik
- 2017–2018: Sara Elmer
- 2019–2020: Mika Andersen
- 2020–2021: Levi Karvonen
- 2021–2022: Hazel Svensson
- 2022–: Posten avskaffad

## Bryt!
Bryt! är ett metodmaterial framtaget av RFSL Ungdom och Forum för levande historia, som fokuserar normer i allmänhet och heteronormen i synnerhet. Utgångspunkten för metodmaterialet är att granska de normer som gör att vissa människor ses som normala eller vanliga och andra som avvikare och den problematik som maktförhållandet skapar.
Materialet består av en rad olika interaktiva metoder som ”Gissa heterot!” eller ”Jag tolererar dig” som ger deltagarna utrymme att diskutera normer och föreställningar. Övningarna visar på ett enkelt sätt hur heteronormen hänger ihop med synen på killar och tjejer, och hur homofobi hänger ihop med rasism.
Bryt! skapades under 2005 och har nått stora framgångar. RFSL Ungdom har utbildat ombudsmän, skolor, ungdomsmottagningar, myndigheter, ungdomsorganisationer, intresseorganisationer, kommunledningar och aktivister i materialet.